# Norbert Truquin
 (mai 2022).
La mise en forme du texte ne suit pas les recommandations de Wikipédia : il faut le « wikifier ».
Les points d'amélioration suivants sont les cas les plus fréquents :
- Les titres sont pré-formatés par le logiciel. Ils ne sont ni en capitales, ni en gras.
- Le texte ne doit pas être écrit en capitales (les noms de famille non plus), ni en gras, ni en italique, ni en « petit »…
- Le gras n'est utilisé que pour surligner le titre de l'article dans l'introduction, une seule fois.
- L'italique est rarement utilisé : mots en langue étrangère, titres d'œuvres, noms de bateaux, etc.
- Les citations ne sont pas en italique mais en corps de texte normal. Elles sont entourées par des guillemets français : « et ».
- Les listes à puces sont à éviter, des paragraphes rédigés étant largement préférés. Les tableaux sont à réserver à la présentation de données structurées (résultats, etc.).
- Les appels de note de bas de page (petits chiffres en exposant, introduits par l'outil «  Source ») sont à placer entre la fin de phrase et le point final[comme ça].
- Les liens internes (vers d'autres articles de Wikipédia) sont à choisir avec parcimonie. Créez des liens vers des articles approfondissant le sujet. Les termes génériques sans rapport avec le sujet sont à éviter, ainsi que les répétitions de liens vers un même terme.
- Les liens externes sont à placer uniquement dans une section « Liens externes », à la fin de l'article. Ces liens sont à choisir avec parcimonie suivant les règles définies. Si un lien sert de source à l'article, son insertion dans le texte est à faire par les notes de bas de page.
- La présentation des références doit suivre les conventions bibliographiques. Il est recommandé d'utiliser les modèles {{Ouvrage}}, {{Chapitre}}, {{Article}}, {{Lien web}} et/ou {{Bibliographie}}. Le mode d'édition visuel peut mettre en forme automatiquement les références.
- Insérer une infobox (cadre d'informations à droite) n'est pas obligatoire pour parachever la mise en page.

Pour une aide détaillée, merci de consulter Aide:Wikification.
Si vous pensez que ces points ont été résolus, vous pouvez retirer ce bandeau et améliorer la mise en forme d'un autre article.
Norbert Truquin, né le 7 juin 1833 à Rozières (Rosières-en-Santerre), dans le département de la Somme, et mort au Paraguay en avril 1887 après avoir terminé le manuscrit de ses Mémoires d'un prolétaire à travers la révolution , est un auteur précurseur de la littérature prolétarienne. Son œuvre offre un témoignage important sur la vie des artisans et des ouvriers du XIXe siècle en France, les Journées de Juin 1848, la colonisation française en Algérie, la commune de Lyon et l'immigration française en Amérique latine.

## Biographie

### Enfance
Norbert Truquin est né dans une famille d'artisans dans le village de Rozières (Rosières-en-Santerre)  dans la Somme en 1833. Dès son enfance, il est introduit au monde du travail. En effet, en 1840, après la faillite de son père deux ans auparavant, Norbert Truquin  est placé à l'âge de 7 ans dans un atelier de peignage de laine à Reims. Sous la supervision autoritaire de son chef d'atelier, Auguste, il enchaîne des journées de travail de 4 heures à 22 heures. Il habite un atelier exigü, mal éclairé et rempli d'une "odeur nauséabonde" et de "vapeurs de charbon". Sa vie est entièrement consacrée au travail, un travail particulièrement difficile et néfaste pour la santé. Il doit enlever les impuretés de la laine avec ses dents, sans les cracher. Ainsi, il doit préparer 1 kilo de laine par jour pour gagner 8 francs par semaine. Selon lui, ce travail donne une "physionomie vieillotte" aux enfants, et est sûrement à l'origine de la mort de son patron, décédé en 1843 d'une tumeur du genou.Truquin est alors poussé, à l'âge de 11 ans, au vagabondage. Après avoir vécu de la mendicité, il est engagé dans une fabrique à proximité d’Amiens, avec des horaires allant de 6 heures à 21 heures, sans compter les 5 heures de trajet qu'il doit accomplir quotidiennement. 

### Jeunesse ouvrière dans le Paris de la Révolution de 1848
À la recherche d'un travail et pour rejoindre son père, Norbert Truquin arrive à Paris en 1848. Il participe peu à la Révolution de 1848, qui, toutefois, attire sa curiosité de jeune homme de 15 ans. Cet événement lui permet de trouver du travail d'abord comme paveur, puis dans un atelier national. Ces ateliers institués par le gouvernement à la suite de la Révolution lui permettent de connaître quelque chose auquel il n'avait jamais eu droit auparavant : le temps libre. Ainsi, quand les ateliers ferment le 22 juin 1848, Norbert Truquin s'engage intensément dans les Journées de Juin. Au terme de la répression, le jeune Norbert Truquin a sa première expérience de la prison. 

### Expérience coloniale en Algérie
Séduit par les promesses d'une société coloniale, et entraîné par son père, Norbert Truquin décide de partir pour l'Algérie. Arrivé à Arzeu (Arzew), il déchante vite devant la difficulté de cultiver les terres qui ont été accordées à sa famille. Maltraité par son père et rebuté par la condition paysanne et l'administration coloniale en Algérie, il décide de rentrer en France métropolitaine en 1855. 

### Vie de tisseur et politisation à Lyon
Rentré en Métropole, Norbert Truquin retourne à la condition de vagabond. Il traverse le sud de la France en vivant d'emplois divers, allant de puisatier à terrassier. En 1857, il s'arrête à Lyon où il devient tisseur et fonde une famille. Pour la première fois, Norbert Truquin s'installe durablement dans une communauté ouvrière. En compagnie des autres tisseurs lyonnais avec lesquels il partage les mêmes conditions de travail et de vie, alternant chômage et période de travail intense, Norbert Truquin participe à des discussions politiques et à des négociations entre employés et patrons. Son intervention permet notamment de faire avancer des négociations qui aboutissent à une augmentation de salaire pour les tisseurs lyonnais. 

### Commune de Lyon
Quand la Guerre franco-prusienne de 1870 est déclarée, Norbert Truquin s'engage pleinement dans la défense de Lyon. Alors qu'il est dans la Garde Nationale, il entend parler de la Commune de Paris. Souhaitant une mobilisation nationale à l'image de celle du 10 août 1792, Norbert Truquin participe activement à la constitution de la Commune de Lyon. Mais, après avoir tenté de prendre les institutions gouvernementales de la ville, les Communards lyonnais sont vaincus par les autorités municipales. Ainsi, Norbert Truquin se retrouve une seconde fois en prison. Enfermé, il passe ses journées à lire, et se familiarise avec l'œuvre de Marx. 

### Immigration en Argentine et au Paraguay
Comme en 1848, Norbert Truquin décide d'émigrer pour élargir son horizon après ce séjour en prison. Il se joint donc à des sociétés d'immigration. Après avoir fait des économies, il part d'abord seul pour peser les opportunités en Amérique latine. Arrivé en Argentine, il fait l'expérience du travail paysan des colons dans la région de Santa Fé en Argentine. Puis, après des incidents malheureux qui lui font perdre tout son argent, il rentre en France. Ayant à nouveau accumulé des ressources suffisantes, il repart en Argentine d'abord avec son fils, puis dès qu'il a trouvé une situation stable dans l'agriculture, il fait venir sa femme et sa fille. À la recherche d'une meilleure situation, les Truquin s'enfoncent dans les terres, et émigrent au Paraguay. Après quelques années paisibles dans les fronts pionniers paraguayens, Norbert Truquin décide d'écrire ses mémoires alors que sa santé se détériore et que sa ferme est menacée de rachat par les grands propriétaires de la région. 

## Mémoires d'un prolétaire à travers la révolution: Algérie, République argentine et Paraguay

### Un des premiers récits ouvriers
Le récit de Norbert Truquin est l'une des premières autobiographies ouvrières. Alors que dans l'œuvre de Villermé la parole ouvrière est discrète et que dans celle de Martin Nadaud, son expérience ouvrière est tronquée par son récit d'ascension sociale, Norbert Truquin offre au contraire l'exemple d'un ouvrier qui est resté dans sa condition toute sa vie. 

### Un ouvrage de propagande pour la "Révolution sociale"
Norbert Truquin écrit son autobiographie comme un portrait de la classe ouvrière. Ses mémoires se lisent comme un "ouvrage de propagande" pour une "Révolution sociale" qu'il appelle de ses vœux. Tout son récit est entrecoupé de remarques sur les conditions de la classe ouvrière et sur ce qu'elle doit faire pour changer les choses.